# Doryopteris decipiens
Doryopteris decipiens är en kantbräkenväxtart som först beskrevs av William Jackson Hooker, och fick sitt nu gällande namn av John Smith. Doryopteris decipiens ingår i släktet Doryopteris och familjen Pteridaceae. Inga underarter finns listade.

## Bildgalleri

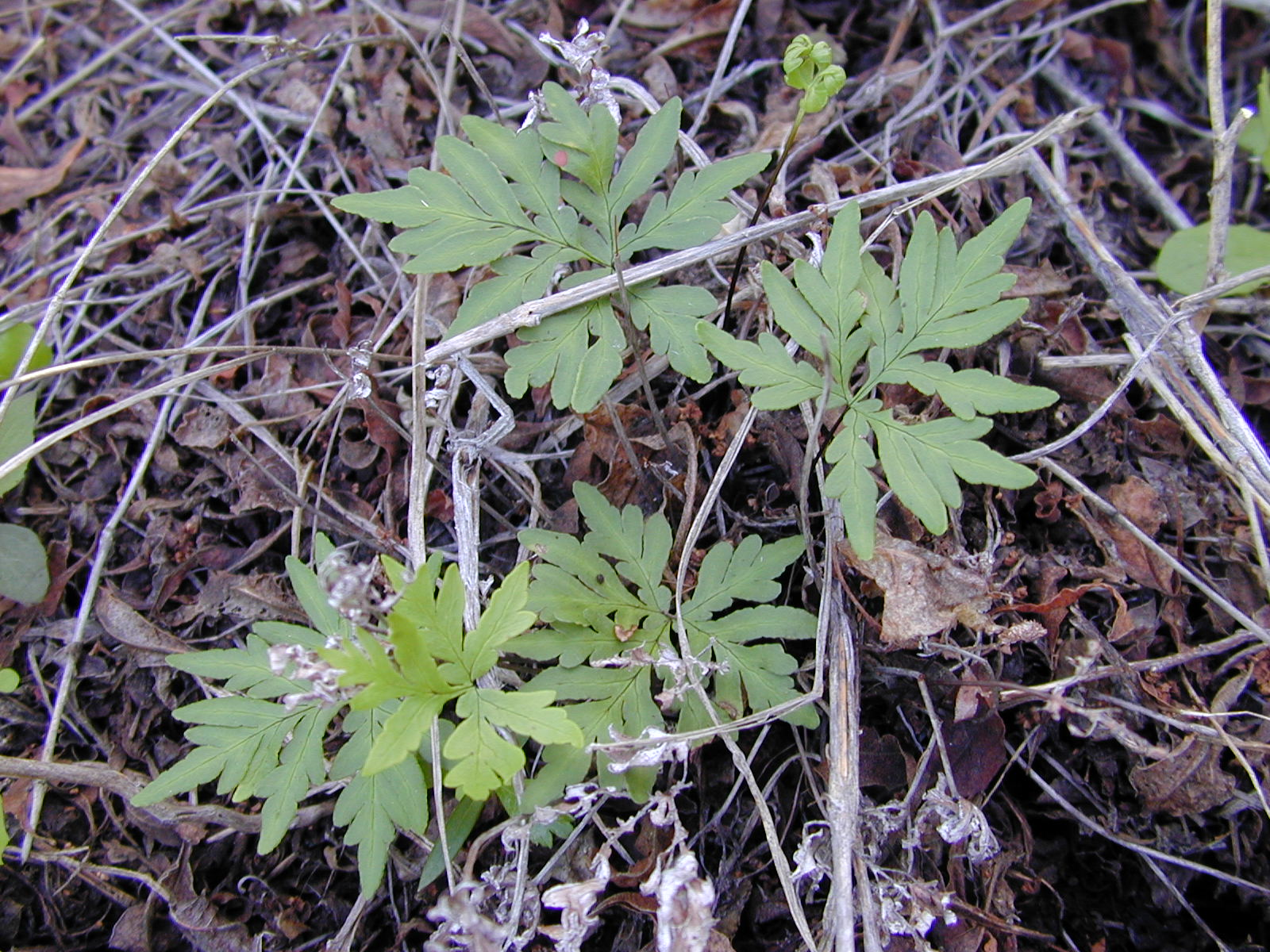
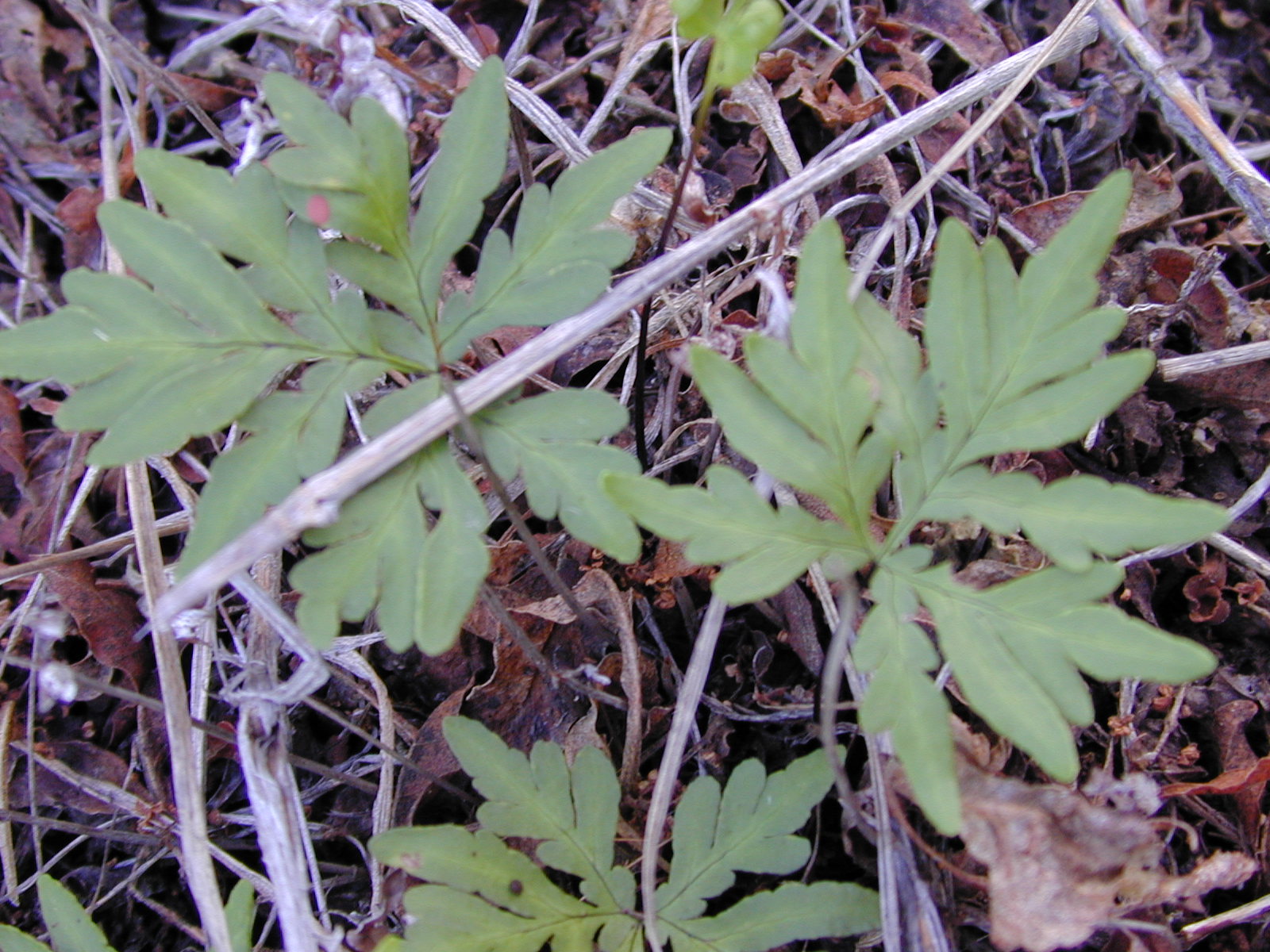
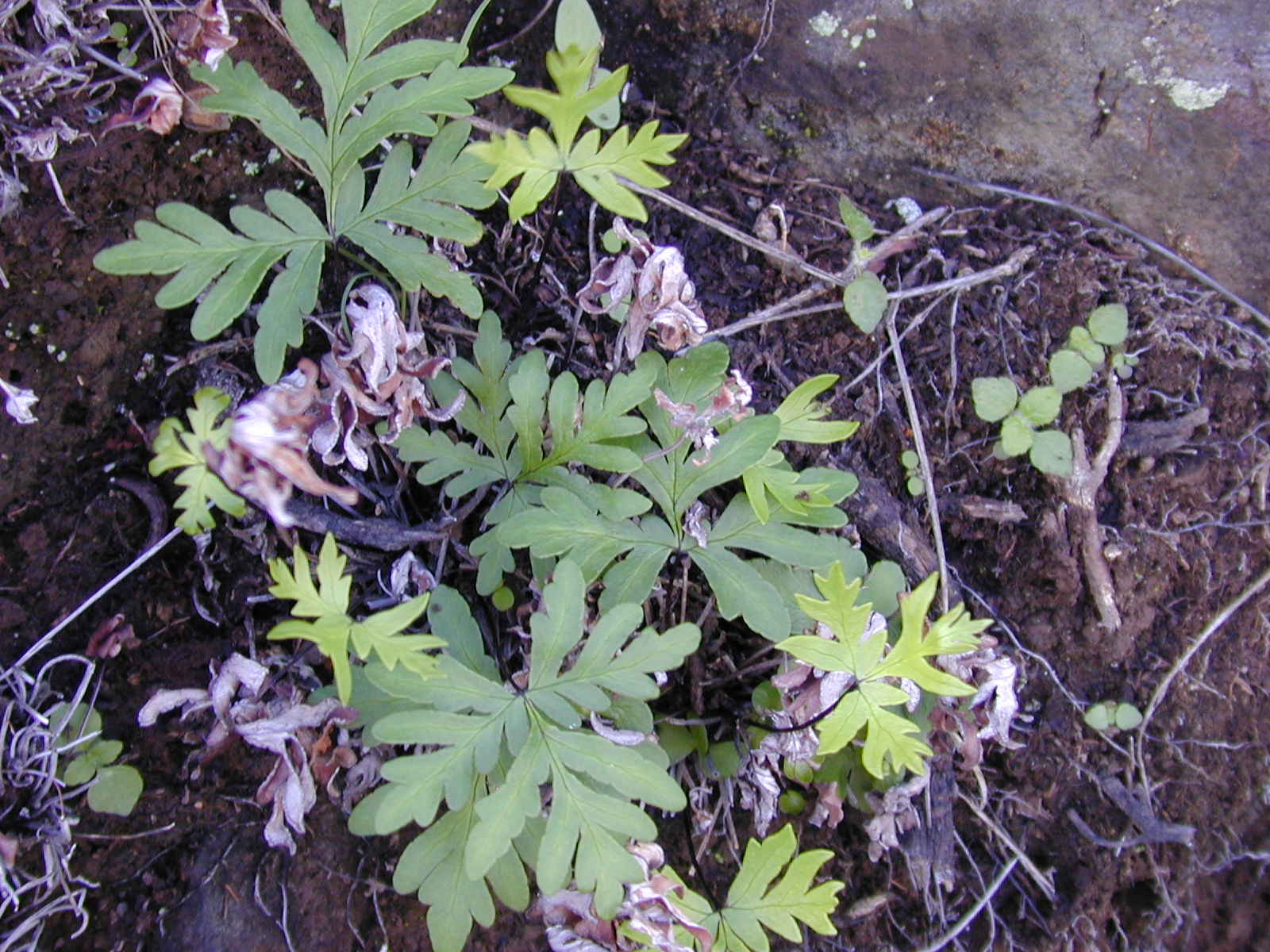
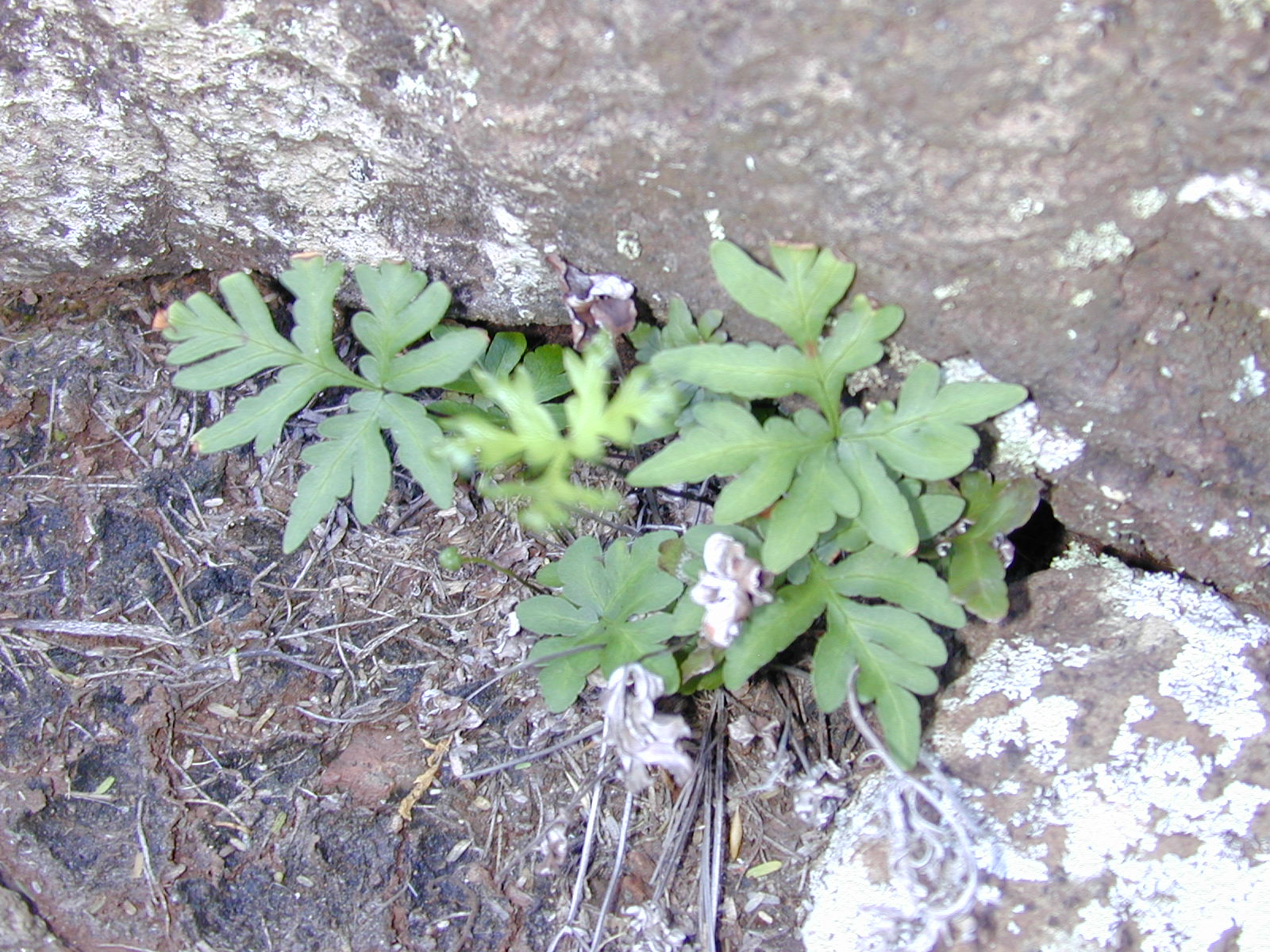
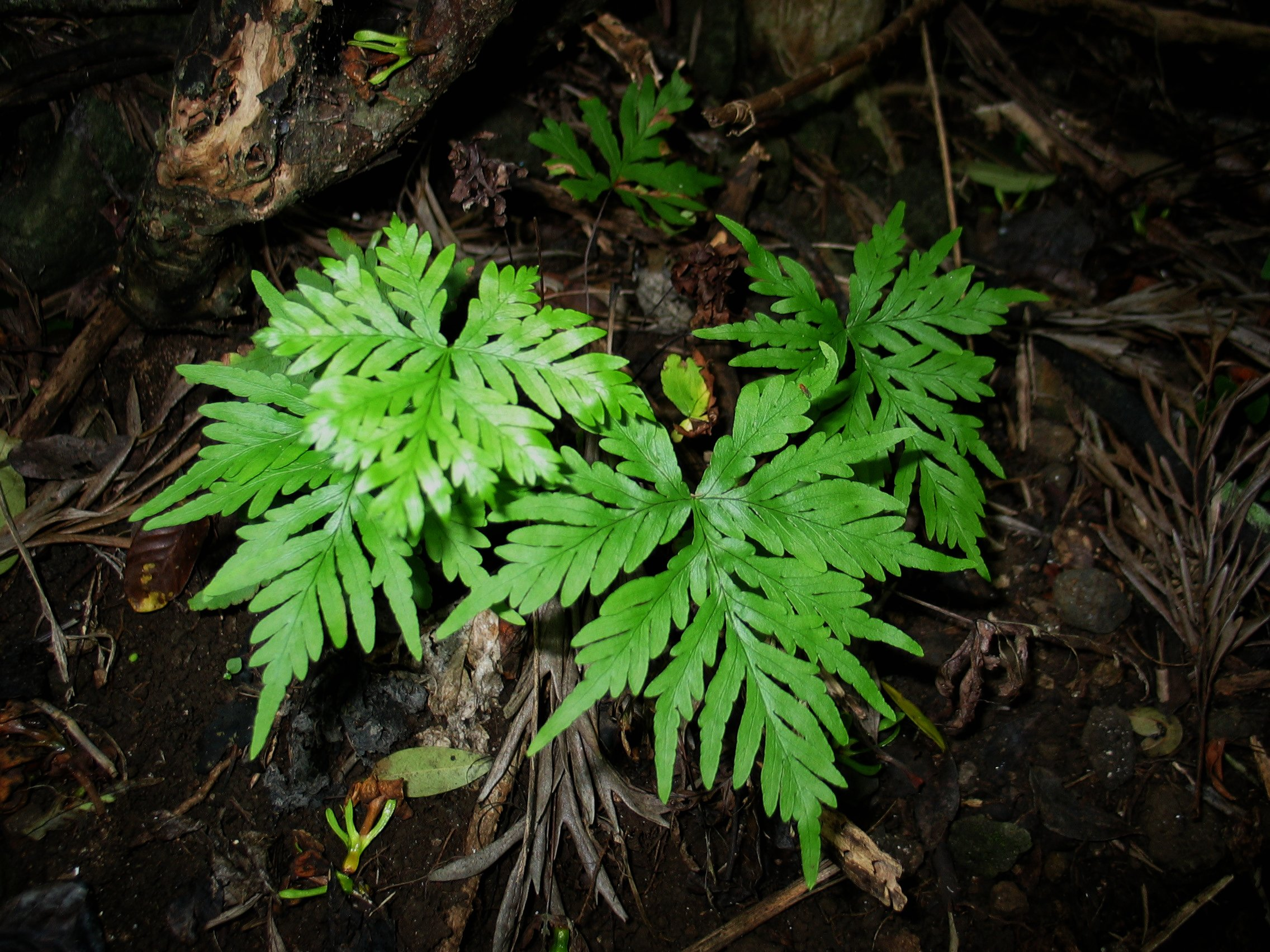
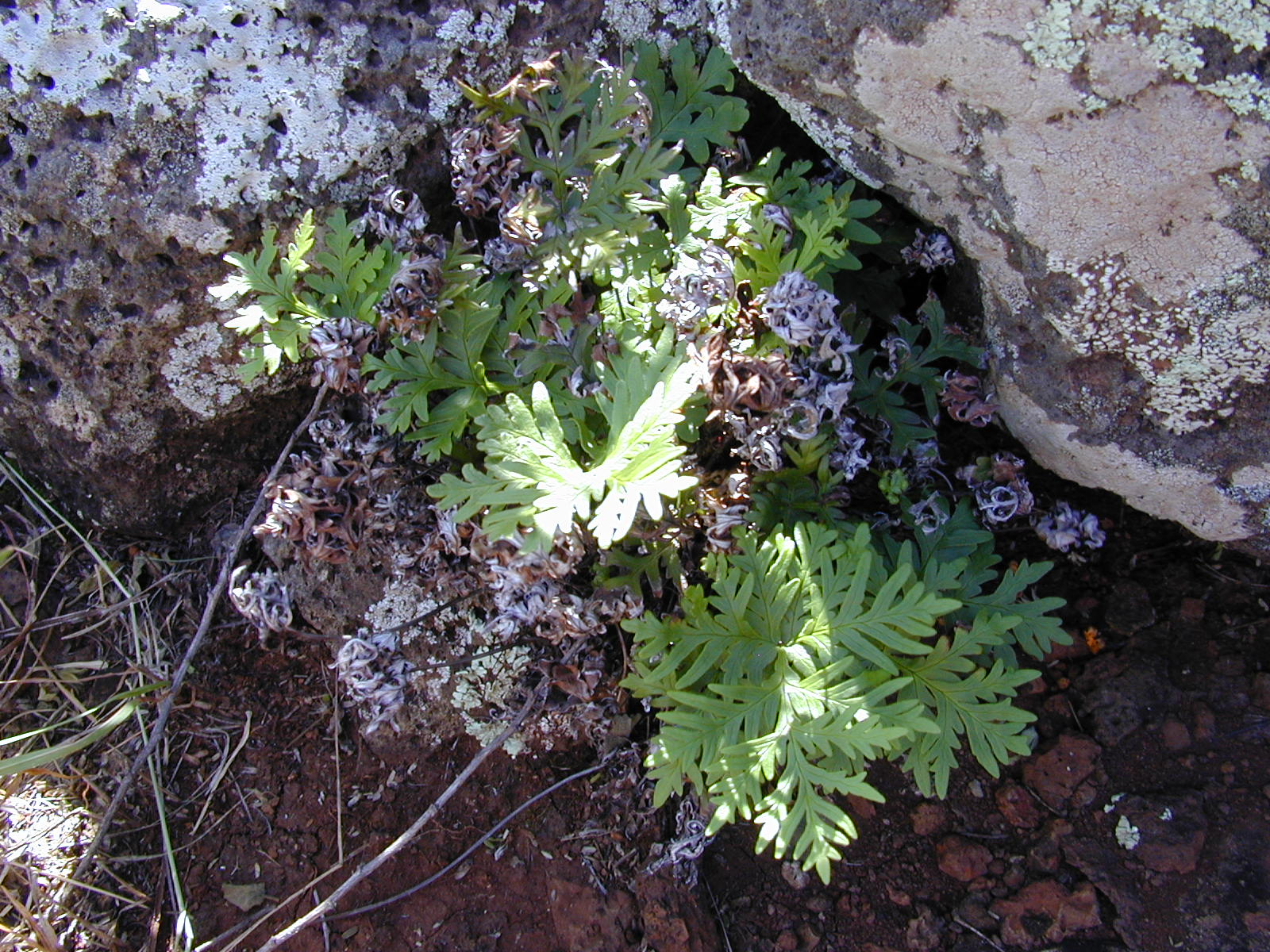